# Ібаернандо
Ібаернандо (ісп. Ibahernando) — муніципалітет в Іспанії, у складі автономної спільноти Естремадура, у провінції Касерес. Населення — 472 особи (2010).
Муніципалітет розташований на відстані близько 230 км на південний захід від Мадрида, 48 км на південний схід від Касереса.

## Демографія
Динаміка населення (INE ):

## Персоналії
- Хав'єр Серкас (* 1962) — іспанський письменник, перекладач, журналіст.

## Галерея зображень
- Розташування муніципалітету у провінції Касерес